# Baviaanspinnen
Baviaanspinnen (Harpactirinae) zijn een onderfamilie van de vogelspinnen die acht geslachten telt. De meeste soorten komen voornamelijk in Afrika voor. Deze spinnen zijn giftig tot zeer giftig, maar niet dodelijk voor de mens. Harpactirella lightfooti is de gevaarlijkste soort, maar ook deze soort is niet dodelijk.
Het zijn meestal goed gecamoufleerde spinnen zonder bonte kleuren. De meeste soorten zijn erg harig. De naam baviaanspinnen is afgeleid van de donkere verdikkingen onder de poten. Sommige soorten kunnen een lichaamslengte van meer dan 10 centimeter bereiken en kunnen zeer hard lopen.
Baviaanspinnen zijn bodembewoners die te vinden zijn in savannebossen en weiden, maar ook in steden. Hier graven ze met hun cheliceren (gifkaken) holen waarvan de binnenzijde bedekt wordt met spinrag.

## Taxonomie
- Geslacht Augacephalus
  - Soort Augacephalus breyeri
  - Soort Augacephalus junodi
- Geslacht Ceratogyrus
  - Soort Ceratogyrus bechuanicus
  - Soort Ceratogyrus brachycephalus
  - Soort Ceratogyrus darlingi
  - Soort Ceratogyrus dolichocephalus
  - Soort Ceratogyrus ezendami
  - Soort Ceratogyrus hillyardi
  - Soort Ceratogyrus marshalli
  - Soort Ceratogyrus meridionalis
  - Soort Ceratogyrus paulseni
  - Soort Ceratogyrus pillansi
  - Soort Ceratogyrus sanderi
- Geslacht Eucratoscelus
  - Soort Eucratoscelus constrictus
  - Soort Eucratoscelus pachypus
- Geslacht Harpactira
  - Soort Harpactira atra
  - Soort Harpactira baviana
  - Soort Harpactira cafreriana
  - Soort Harpactira chrysogaster
  - Soort Harpactira curator
  - Soort Harpactira curvipes
  - Soort Harpactira dictator
  - Soort Harpactira gigas
  - Soort Harpactira guttata
  - Soort Harpactira hamiltoni
  - Soort Harpactira lineata
  - Soort Harpactira lyrata
  - Soort Harpactira marksi
  - Soort Harpactira namaquensis
  - Soort Harpactira pulchripes
  - Soort Harpactira tigrina
- Geslacht Harpactirella
  - Soort Harpactirella domicola
  - Soort Harpactirella flavipilosa
  - Soort Harpactirella helenae
  - Soort Harpactirella insidiosa
  - Soort Harpactirella karrooica
  - Soort Harpactirella lapidaria
  - Soort Harpactirella lightfooti
  - Soort Harpactirella longipes
  - Soort Harpactirella magna
  - Soort Harpactirella schwarzi
  - Soort Harpactirella spinosa
  - Soort Harpactirella treleaveni
- Geslacht Idiothele
  - Soort Idiothele nigrofulva
- Geslacht Pterinochilus
  - Soort Pterinochilus alluaudi
  - Soort Pterinochilus chordatus
  - Soort Pterinochilus leetzi
  - Soort Pterinochilus lugardi
  - Soort Pterinochilus murinus
  - Soort Pterinochilus simoni
  - Soort Pterinochilus vorax
- Geslacht Trichognathella
  - Soort Trichognathella schoenlandi